# ハイデザート・マーベリックス
ハイデザート・マーベリックス(High Desert Mavericks)は、MiLB、A+（アドバンスドA）カリフォルニアリーグ南地区に所属していた野球チーム。本拠地はカリフォルニア州アデラントにあるステイターブラザーズ・スタジアム。

## 球団の歴史
1988年、カリフォルニア州リバーサイドに、リバーサイド・レッドウェーブという名称で、サンディエゴ・パドレス傘下のマイナーリーグチームとして設立される。この年、ペナントレース3位に終わるが、プレーオフでリーグ優勝を果たす。
1991年、リバーサイドから同州アデラントへ移転。それに伴い、球団名称がハイデザート・マーベリックスに変更される。同年4月には、新本拠地のステイターブラザーズ・スタジアムが開設。また、この年のペナントレースでは3位に終わるものの、プレーオフで3年ぶりとなるリーグ優勝を果たした。
1992年シーズン終了後、サンディエゴ・パドレスとの提携が終了する。
1993年にフロリダ・マーリンズと提携を結び、傘下チームとなる。この年、ペナントレースをリーグ1位で終え、プレーオフでも2年ぶりのリーグ優勝を果たした。シーズン終了後、マーリンズとの提携が終了する。
1994年シーズンは、提携先が見つからないまま試合を行った。
1995年にボルチモア・オリオールズと提携を結び、傘下チームとなる。
1996年シーズン終了後、オリオールズとの提携が終了する。
1997年にアリゾナ・ダイヤモンドバックスと提携を結び、傘下チームとなる。この年、ペナントレースをリーグ1位で終え、プレーオフでも4年ぶりとなるリーグ優勝を果たした。
2000年シーズン終了後、ダイヤモンドバックスとの提携が終了する。
2001年にミルウォーキー・ブルワーズと提携を結び、傘下チームとなる。
2004年シーズン終了後、ブルワーズとの提携が終了する。
2005年にカンザスシティ・ロイヤルズと提携を結び、傘下チームとなる。
2006年シーズン終了後、ロイヤルズとの提携が終了する。
2007年にシアトル・マリナーズと提携を結び、傘下チームとなる。
2014年シーズン終了後、マリナーズとの提携が終了する。
2015年にテキサス・レンジャーズと提携を結び、傘下チームとなる。
最終年となった2016年にはカリフォルニアリーグ優勝を果たし、有終の美を飾った。